# Chris Tierney (Eishockeyspieler)
Christopher Andrew „Chris“ Tierney (* 1. Juli 1994 in Keswick, Ontario) ist ein kanadischer Eishockeyspieler, der seit Juli 2025 beim HC Ambrì-Piotta aus der Schweizer National League unter Vertrag steht. Zuvor war der Center unter anderem für die San Jose Sharks, Ottawa Senators, Florida Panthers, Canadiens de Montréal und New Jersey Devils in der National Hockey League (NHL) aktiv, wo er annähernd 700 Partien absolvierte.

## Karriere
Tierney spielte als Jugendlicher zunächst bis Sommer 2010 bei den York Simcoe Express und wechselte nach seiner Auswahl an 19. Stelle der ersten Runde in der OHL Priority Selection des Jahres 2010 zu den London Knights in die Ontario Hockey League. Dort verbrachte er vier erfolgreiche Jahre, die mit dem zweifachen Gewinn des J. Ross Robertson Cups, der Meisterschaftstrophäe der OHL, und der dreifachen Teilnahme am Memorial Cup gekrönt wurden. Sein letztes Jahr bei den Knights absolvierte Tierney als Mannschaftskapitän.
Nachdem er bereits im NHL Entry Draft 2012 in der zweiten Runde an 55. Stelle von den San Jose Sharks aus der National Hockey League ausgewählt und im Frühjahr des folgenden Jahres unter Vertrag genommen worden war, wechselte der Center im Herbst 2014 in den NHL-Kader. Im Verlauf der Spielzeit 2014/15 pendelte er immer wieder zwischen selbigem und dem Farmteam Worcester Sharks aus der American Hockey League. Dennoch konnte er in 43 NHL-Partien 21 Scorerpunkte sammeln sowie 29 weitere in ebenso vielen Spielen in der AHL. Im folgenden Spieljahr etablierte er sich unter dem neuen Cheftrainer Peter DeBoer schließlich im NHL-Kader der San Jose Sharks und bestritt 79 der 82 Partien in der regulären Saison. Lediglich im Januar 2016 bestritt er zwei Spiele für die San Jose Barracuda in der AHL.
Nach vier Jahren in San Jose wurde Tierney im September 2018 samt Dylan DeMelo, Rūdolfs Balcers, Nachwuchsspieler Josh Norris sowie einer Reihe von Wahlrechten für den NHL Entry Draft an die Ottawa Senators abgegeben. Im Gegenzug wechselten Erik Karlsson und Francis Perron zu den Sharks. In Ottawa unterzeichnete er im Oktober 2020 einen neuen Zweijahresvertrag, der ihm ein durchschnittliches Jahresgehalt von 3,5 Millionen US-Dollar einbringen sollte. Nach Ablauf dessen wechselte er im Juli 2022 als Free Agent zu den Florida Panthers. Dort gelang es ihm jedoch nicht, sich dauerhaft im NHL-Aufgebot zu etablieren, sodass er überwiegend für die Charlotte Checkers in der AHL auflief. Als er im Februar 2023 über den Waiver erneut in die AHL geschickt werden sollte, übernahmen die Canadiens de Montréal seinen Vertrag. Von dort wiederum wechselte er im Juli 2023 als Free Agent für ein Jahr zu den New Jersey Devils.
Auf der Suche nach einem neuen Arbeitgeber erhielt der Kanadier im September 2024 beim belarussischen Hauptstadtklub HK Dinamo Minsk aus der Kontinentalen Hockey-Liga (KHL) einen neuen Vertrag. Er blieb dort eine Spielzeit, bevor er im Sommer 2025 zum HC Ambrì-Piotta aus der Schweizer National League wechselte.

## Erfolge und Auszeichnungen
- 2012 J.-Ross-Robertson-Cup-Gewinn mit den London Knights
- 2013 J.-Ross-Robertson-Cup-Gewinn mit den London Knights

## Karrierestatistik
Stand: Ende der Saison 2024/25
(Legende zur Spielerstatistik: Sp oder GP = absolvierte Spiele; T oder G = erzielte Tore; V oder A = erzielte Assists; Pkt oder Pts = erzielte Scorerpunkte; SM oder PIM = erhaltene Strafminuten; +/− = Plus/Minus-Bilanz; PP = erzielte Überzahltore; SH = erzielte Unterzahltore; GW = erzielte Siegtore; 1 Play-downs/Relegation; Kursiv: Statistik nicht vollständig)